# رشيد مصلح

رشيد مصلح

اللواء رشيد مصلح آل الصباغ التكريتي (1917 - 22 كانون الثاني 1970) هو عسكري وسياسي عراقي ولد في تكريت.

## حياته
درس الابتدائية في تكريت ثم أكمل دراسته المتوسطة في بغداد لعدم وجود مدرسة متوسطة في تكريت وقتذاك ودرس في ثانوية الكرخ عام 1933، وبعدها دخل الكلية العسكرية عام 1937 وتخرج فيها في نهاية عام 1938 برتبة ملازم.
عمل في الموصل أثناء ثورة مايس 1941 ثم انتقل إلى الحرس الملكي وبقي فيه ثمانية سنوات، بعدها انتقل إلى المسيب وعين آمرا لمعمل الأسلحة الخفيفة. وبعد ترقيته إلى رتبة عقيد عام 1957 انتقل إلى منصب آمر الفوج الثاني في الناصرية.
لم يشارك في ثورة 14 تموز 1958 لكنه كان قومي الميول. وفي عام 1959 قامت حركة الشواف في الموصل وفشلت، ومن جرائها أحيل عدد كبير من الضباط القوميين إلى التقاعد ومن بينهم رشيد مصلح الذي أحيل إلى التقاعد في نيسان 1959.
بعد ثورة 8 شباط 1963، عين حاكما عسكريا، كما شارك في حركة 18 تشرين الثاني 1963.
شغل منصب وزير الداخلية بين 18 تشرين الثاني 1963 و 10 تشرين الثاني 1964.
بعد ثورة 17 تموز 1968، أقصاه حزب البعث العربي الاشتراكي مع عسكريين وسياسيين سابقين من أمثال عبد الرحمن البزاز وطاهر يحيى وعبد العزيز العقيلي والعديد من العسكريين الآخرين، كما اتهم بمحاولة انقلابية مع اللواء اللركن سعدون حسين واللواء الركن إبراهيم فيصل الأنصاري.

## وفاته
اعتقل بتاريخ 15 أيار 1969، وتعرض للتعذيب في السجن، ففضل رشيد مصلح الموت على استمرار التعذيب فظهر أمام شاشة التلفزيون عام 1970 معترفا بالتجسس لصالح العدو. وفي 21 كانون الثاني 1970 كشفت الحكومة عن محاولة عبد الغني الراوي الانقلابية. وفي يوم 22 كانون الثاني 1970 نفذ حكم الإعدام بستة وثلاثين ضابطا ومدنيا بينهم سبعة من المتهمين بالتجسس للمخابرات الأمريكية، كان من بينهم رشيد مصلح، علما أنه نفى التهمة واتهم أحمد حسن البكر وصدام حسين بتلفيق التهمة.